# セルティック・サポーターズ・クラブ

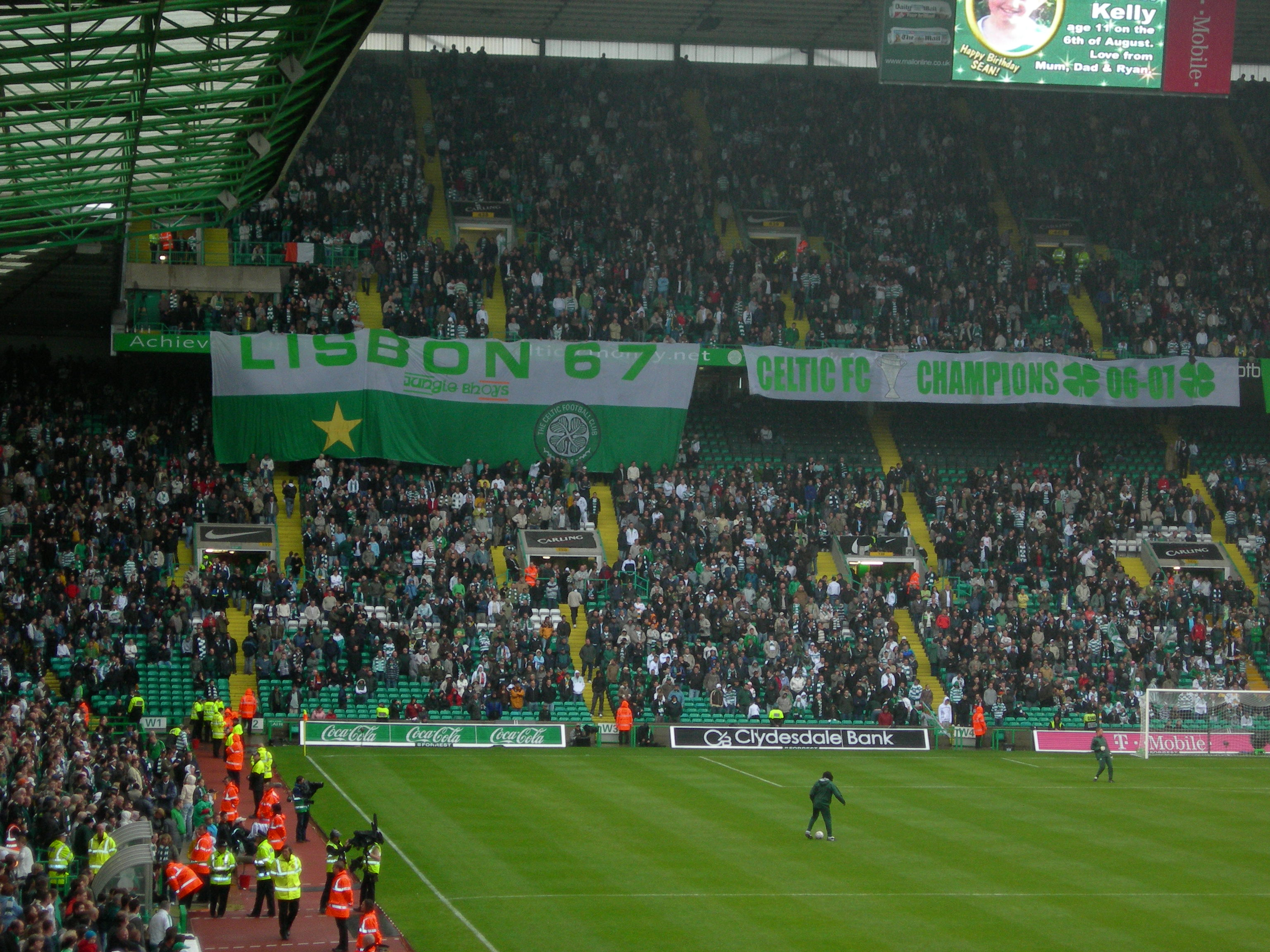
UEFAチャンピオンズカップ 1966-67での勝利を記念するセルティックFCのサポーター。

セルティック・サポーターズ・クラブ （英: Celtic Supporters Club）はスコットランド・グラスゴーを本拠地とするサッカークラブチームのセルティックFCをサポートするために組織されたクラブ公認の会。略称はCSC。アイルランド、スコットランド、イングランドなどに多いが、ヨーロッパ中はもちろんのことアメリカ大陸やアフリカ、アジアなどにも存在する。
セルティックFCのサポーターは、2003年におよそ900万人いると見積られている。膨大な数のファンジンやサポーターのウェブサイトがクラブに捧げられており、全世界の20を越える国に160を越えるサポーターズ・クラブが存在する。
セルティックのサポーターは伝統的にスコットランドのカトリックコミュニティーやアイルランド系の人々から来ている。2003年、セルティックファンは、8万人のファンがUEFAカップ 2002-03 決勝のためにセビリアを訪れた後の模範となるフェアで思いやりのある振舞いによってFIFAおよびUEFAから表彰された。
日本には、2001年7月に発足した東京CSCがある（中村俊輔が入団したのは2005年8月）。